# Cantón de San Lorenzo de Maroni
El cantón de Saint-Laurent-du-Maroni (en francés canton de Saint-Laurent-du-Maroni) era una división administrativa francesa, que estaba situada en el departamento y la región de Guayana Francesa.

## Composición
El cantón estaba formado por la comuna de Saint-Laurent-du-Maroni.

## Supresión de los cantones
El 31 de diciembre de 2015, los cantones de Guayana Francesa fueron suprimidos, en aplicación de la ley n.º 2011-884, de 27 de julio de 2011, relativa a las colectividades de Guayana Francesa y Martinica; y específicamente de su artículo 8.º, apartado L558-3 y su comuna pasó a formar parte de la nueva sección de Saint-Laurent-du-Maroni.